# Fussballclub Zürich
Fussballclub Zürich, poznan tudi kot FC Zürich, FCZ ali preprosto Zürich je profesionalni švicarski nogometni klub iz Züricha. Ustanovljen je bil 1. avgusta 1896. Ustanovitelji FC Züricha so bili člani treh bivših lokalnih klubov (FC Turicum, FC Viktoria in FC Excelsior). Eden izmed njih je bil tudi Joan Gamper, kasneje poznan kot ustanovitelj FC Barcelone.
Domača prvenstva je osvojil dvanajstkrat, osvojitelj državnega pokala pa je bil osemkrat. Tradicionalne barve kluba sta modra in rumena. Domače tekme igra na stadionu Letzigrund, ki sprejme 30.930 gledalcev.

## Rivalstvo
Velika rivala FC Züricha sta FC Basel in lokalni Grasshopper. Zaradi velikega rivalstva, je posamezna tekma imenovana Tekma visokega tveganja, kjer je po navadi prisotno tudi povečano število policistov.